# Сизов, Сергей Николаевич
Сергей Николаевич Сизов (род. 1967) — сотрудник российских органов государственной безопасности, генерал-лейтенант.

## Биография
Сергей Николаевич Сизов родился в 1967 году. После окончания средней школы поступил в Липецкий государственный политехнический институт (ныне — Липецкий государственный технический университет).
В 1993 году поступил на службу в органы Федеральной службы безопасности Российской Федерации. Служил на различных должностях в ряде региональных управлений ФСБ России. В 2014—2016 годах занимал пост заместителя начальника Управления Федеральной службы безопасности Российской Федерации по Челябинской области. С 2016 года возглавлял Управление Федеральной службы безопасности Российской Федерации по Пензенской области.
В июне 2019 года Сизов был назначен начальником Управления Федеральной службы безопасности Российской Федерации по Челябинской области.
В июне 2020 года Сизову было присвоено очередное звание генерал-лейтенанта.
Награждён нагрудным знаком «За службу в контрразведке» 2-й степени, медалями.